# Maltese Premier League (2008/2009)
Premier League Malti 2008/2009 (ze względów sponsorskich zwana jako BOV Premier League) – była 94. edycją najwyższej klasy rozgrywkowej piłki nożnej na Malcie.
Brało w niej udział 10 drużyn, które w okresie od 23 sierpnia 2008 do 24 maja 2009 rozegrały 28 kolejek meczów.
Obrońcą tytułu była drużyna Valletta.
Mistrzostwo po raz dziesiąty w historii zdobyła drużyna Hibernians.

## Drużyny
| Uczestnicy poprzedniej edycji | Uczestnicy poprzedniej edycji | Uczestnicy poprzedniej edycji | Uczestnicy poprzedniej edycji |
| --- | ----------------------------- | ----------------------------- | ----------------------------- |
| VAL | Valletta FC                   | Valletta                      | 1                             |
| MRS | Marsaxlokk FC                 | Marsaxlokk                    | 2                             |
| BIR | Birkirkara FC                 | Birkirkara                    | 3                             |
| SLI | Sliema Wanderers              | Sliema                        | 4                             |
| FLO | Floriana FC                   | Floriana                      | 5                             |
| ĦAM | Ħamrun Spartans               | Ħamrun                        | 6                             |
| HIB | Hibernians                    | Paola                         | 7                             |
| MSJ | Msida Saint-Joseph            | Msida                         | 8                             |
| Awans z Maltese First Division |                               |                               |                               |
| TAR | Tarxien Rainbows              | Tarxien                       | 1                             |
| po barażach |                               |                               |                               |
| QOR | Qormi FC                      | Qormi                         | 3                             |
| Oznaczenia: - kolumna pierwsza – skróty nazw drużyn, - kolumna trzecia – siedziba klubu, - kolumna czwarta – miejsce zajęte w poprzednim sezonie. |                               |                               |                               |

## Format rozgrywek
Rozgrywki składały się z dwóch faz. W pierwszej drużyny grały ze sobą dwukrotnie, raz u siebie i raz na wyjeździe.
W drugiej fazie liga została podzielona na dwie grupy.
Sześć najlepszych drużyn grających o tytuł oraz miejsca startowe w międzynarodowych rozgrywkach, zaś pozostałe o pozostanie w lidze. Punkty zdobyte w fazie zasadniczej zostały podzielone z zaokrągleniem w górę.

## Faza zasadnicza
| Lp. | Drużyna            | M  | Z  | R | P  | B+ | B- | +/– | Pkt | Kwalifikacja      |  | HIB | VAL | BIR | SLI | FLO | MRS | MSJ | ĦAM | QOR | TAR |
| --- | ------------------ | -- | -- | - | -- | -- | -- | --- | --- | ----------------- |  | --- | --- | --- | --- | --- | --- | --- | --- | --- | --- |
| 1   | Hibernians         | 18 | 13 | 2 | 3  | 49 | 19 | +30 | 41  | grupa mistrzowska |  |     | 1–1 | 3–2 | 2–3 | 1–1 | 4–1 | 5–1 | 1–0 | 3–0 | 2–0 |
| 2   | Valletta           | 18 | 11 | 7 | 0  | 31 | 11 | +20 | 40  | grupa mistrzowska |  | 2–0 |     | 1–1 | 0–0 | 2–1 | 2–0 | 2–1 | 4–0 | 0–0 | 2–2 |
| 3   | Birkirkara         | 18 | 9  | 5 | 4  | 31 | 28 | +3  | 32  | grupa mistrzowska |  | 0–6 | 2–2 |     | 4–2 | 0–1 | 2–3 | 2–0 | 3–2 | 1–1 | 1–0 |
| 4   | Sliema Wanderers   | 18 | 7  | 5 | 6  | 24 | 24 | 0   | 26  | grupa mistrzowska |  | 0–1 | 1–1 | 2–3 |     | 0–3 | 0–0 | 2–1 | 0–3 | 1–1 | 4–2 |
| 5   | Floriana           | 18 | 6  | 4 | 8  | 18 | 21 | −3  | 22  | grupa mistrzowska |  | 2–1 | 0–1 | 1–2 | 0–0 |     | 3–1 | 0–1 | 0–0 | 0–2 | 3–1 |
| 6   | Marsaxlokk         | 18 | 6  | 4 | 8  | 28 | 33 | −5  | 22  | grupa mistrzowska |  | 2–3 | 0–1 | 1–1 | 1–2 | 2–1 |     | 2–1 | 4–2 | 1–1 | 2–1 |
| 7   | Msida Saint-Joseph | 18 | 6  | 3 | 9  | 20 | 28 | −8  | 21  | grupa spadkowa    |  | 0–2 | 0–2 | 2–2 | 0–3 | 4–1 | 1–1 |     | 3–2 | 1–1 | 1–0 |
| 8   | Ħamrun Spartans    | 18 | 5  | 2 | 11 | 24 | 37 | −13 | 17  | grupa spadkowa    |  | 1–4 | 1–3 | 0–1 | 0–2 | 0–1 | 4–3 | 1–0 |     | 3–2 | 0–4 |
| 9   | Qormi              | 18 | 3  | 6 | 9  | 16 | 26 | −10 | 15  | grupa spadkowa    |  | 1–3 | 0–2 | 0–1 | 1–2 | 0–0 | 1–3 | 0–1 | 1–4 |     | 1–0 |
| 10  | Tarxien Rainbows   | 18 | 4  | 2 | 12 | 22 | 36 | −14 | 14  | grupa spadkowa    |  | 2–7 | 1–3 | 1–3 | 1–0 | 3–0 | 3–1 | 0–2 | 1–1 | 0–3 |     |

1. ↑  Mecz 15. kolejki między Floriana, a Qormi został zweryfikowany jako walkower 2-0 dla Qormi, ponieważ Floriana wystawiła nieuprawnionego zawodnika. Wynik na boisku 3-1[2].

## Faza finałowa
| Top Six  |                           |    |    |   |    |    |    |     |    |                                             |  |     |     |     |     |     |     |     |     |     |     |
| 1        | Hibernians (M)            | 28 | 19 | 5 | 4  | 73 | 25 | +48 | 42 | Liga Mistrzów UEFA • I runda kwalifikacyjna |  |     | 0–0 | 2–0 | 2–2 | 0–0 | 4–1 |     |     |     |     |
| 2        | Valletta                  | 28 | 17 | 9 | 2  | 50 | 18 | +32 | 40 | Liga Europy UEFA • I runda kwalifikacyjna   |  | 2–1 |     | 4–1 | 1–2 | 5–0 | 0–0 |     |     |     |     |
| 3        | Birkirkara                | 28 | 12 | 7 | 9  | 43 | 45 | −2  | 27 | Liga Europy UEFA • I runda kwalifikacyjna   |  | 0–4 | 3–1 |     | 1–2 | 0–0 | 3–1 |     |     |     |     |
| 4        | Marsaxlokk                | 28 | 10 | 6 | 12 | 46 | 52 | −6  | 25 |                                             |  | 1–4 | 0–1 | 2–2 |     | 0–3 | 5–2 |     |     |     |     |
| 5        | Sliema Wanderers (P)      | 28 | 10 | 8 | 10 | 33 | 41 | −8  | 25 | Liga Europy UEFA • II runda kwalifikacyjna  |  | 0–5 | 0–3 | 1–0 | 1–3 |     | 3–0 |     |     |     |     |
| 6        | Floriana                  | 28 | 7  | 6 | 15 | 25 | 44 | −19 | 16 |                                             |  | 0–2 | 0–2 | 0–2 | 2–1 | 1–1 |     |     |     |     |     |
| Play-Out |                           |    |    |   |    |    |    |     |    |                                             |  |     |     |     |     |     |     |     |     |     |     |
| 7        | Qormi                     | 24 | 7  | 6 | 11 | 30 | 31 | −1  | 20 |                                             |  |     |     |     |     |     |     |     | 1–2 | 2–1 | 1–2 |
| 8        | Tarxien Rainbows (B, O)   | 24 | 6  | 5 | 13 | 32 | 44 | −12 | 16 |                                             |  |     |     |     |     |     |     | 0–3 |     | 0–0 | 5–1 |
| 9        | Msida Saint-Joseph (B, S) | 24 | 7  | 5 | 12 | 25 | 40 | −15 | 16 | Spadek do Maltese First Division            |  |     |     |     |     |     |     | 0–5 | 2–2 |     | 2–0 |
| 10       | Ħamrun Spartans (S)       | 24 | 7  | 3 | 14 | 31 | 48 | −17 | 16 | Spadek do Maltese First Division            |  |     |     |     |     |     |     | 0–2 | 1–1 | 3–0 |     |

## Baraż o Maltese Premier League
Zespoły Tarxien Rainbows, Msida Saint-Joseph i Ħamrun Spartans na koniec sezonu uzbierały po 16 pkt. Dla ustalenia kolejności konieczna była tabela z bezpośrednich meczów między zainteresowanymi klubami. Ħamrun Spartans spadli bezpośrednio z ligi, ponieważ mieli najgorsze wyniki, a Msida i Tarxien rozegrały decydującego o spadku mecz.
Tarxien Rainbows wygrał w karnych z Msida Saint-Joseph zepewniając sobie miejsce w Maltese Premier League na sezon 2009/2010.
| 8 maja 2009 | Msida Saint-Joseph                                     | 1:1 (pd. k. 4:5)        | Tarxien Rainbows                                              |                                                 |
| 19:30       | P. Calcado 29'                                         | (1:1, 1:1, 1:1, k. 4:5) | 33' (sam.) Tyrone Farrugia                                    | Hibernians Ground, Paola Sędzia: Clayton Pisani |
| 19:30       | · Calcado · Magro · A. Farrugia · Cachia · T. Farrugua | Rzuty karne             | · Camilleri · De Lima · Gatt Baldacchino · Sadowski · Chircop | Hibernians Ground, Paola Sędzia: Clayton Pisani |

## Najlepsi strzelcy
| Bramki | Strzelcy                 | Drużyna            |
| ------ | ------------------------ | ------------------ |
| 26     | Terence Scerri           | Hibernians         |
| 23     | Daniel Mariano Bueno     | Tarxien Rainbows   |
| 17     | Julio Alcorsé            | Marsaxlokk         |
| 15     | Njongo Priso             | Valletta           |
| 13     | Pedro dos Santos Calçado | Msida Saint-Joseph |
| 12     | Alfred Effiong           | Qormi              |
| 11     | Marcelo Pereira          | Marsaxlokk         |
| 9      | Andrew Cohen             | Hibernians         |
| 9      | Sylvano Comvalius        | Ħamrun Spartans    |
| 9      | Ivan Woods               | Sliema Wanderers   |

Źródło: 

## Stadiony
| Ta’ QaliCentenaryHibernians GroundVictor · Tedesco | Ta’ Qali         | Ta’ Qali          | Paola             | Marsa                  |
| Ta’ QaliCentenaryHibernians GroundVictor · Tedesco | Ta’ Qali Stadium | Centenary Stadium | Hibernians Ground | Victor Tedesco Stadium |
| Ta’ QaliCentenaryHibernians GroundVictor · Tedesco |                  |                   |                   |                        |

Źródło: 